# Hội đường Do Thái giáo
Hội đường là một nơi sinh hoạt tôn giáo của các tín đồ Do Thái giáo. Hội đường thường là một căn nhà lớn hình chữ nhật, quay về hướng của Đền thờ Jerusalem. Sinh hoạt tôn giáo chủ yếu tại hội đường là vào ngày Shabbat, gồm có cầu nguyện và đọc Kinh Thánh bằng tiếng Hebrew, sau đó là bằng tiếng Aramaic, cuối cùng là bài giảng cho đoạn Kinh Thánh vừa đọc. Hội đường có một người trưởng nhiệm, người này có nhiệm vụ tổ chức sinh hoạt tôn giáo, chỉ định người đọc Kinh Thánh và mời những người có khả năng lên giải thích Kinh Thánh.
Những hội đường hiện đại còn có các phòng nhỏ hơn để nghiên cứu học thuật. Một số có phòng riêng cho nghiên cứu Torah. Bất cứ người Do Thái hay nhóm người Do Thái nào cũng có thể xây dựng hội đường, trong lịch sử những hội đường thường được các vị vua Do Thái xây dựng.

## Hình ảnh

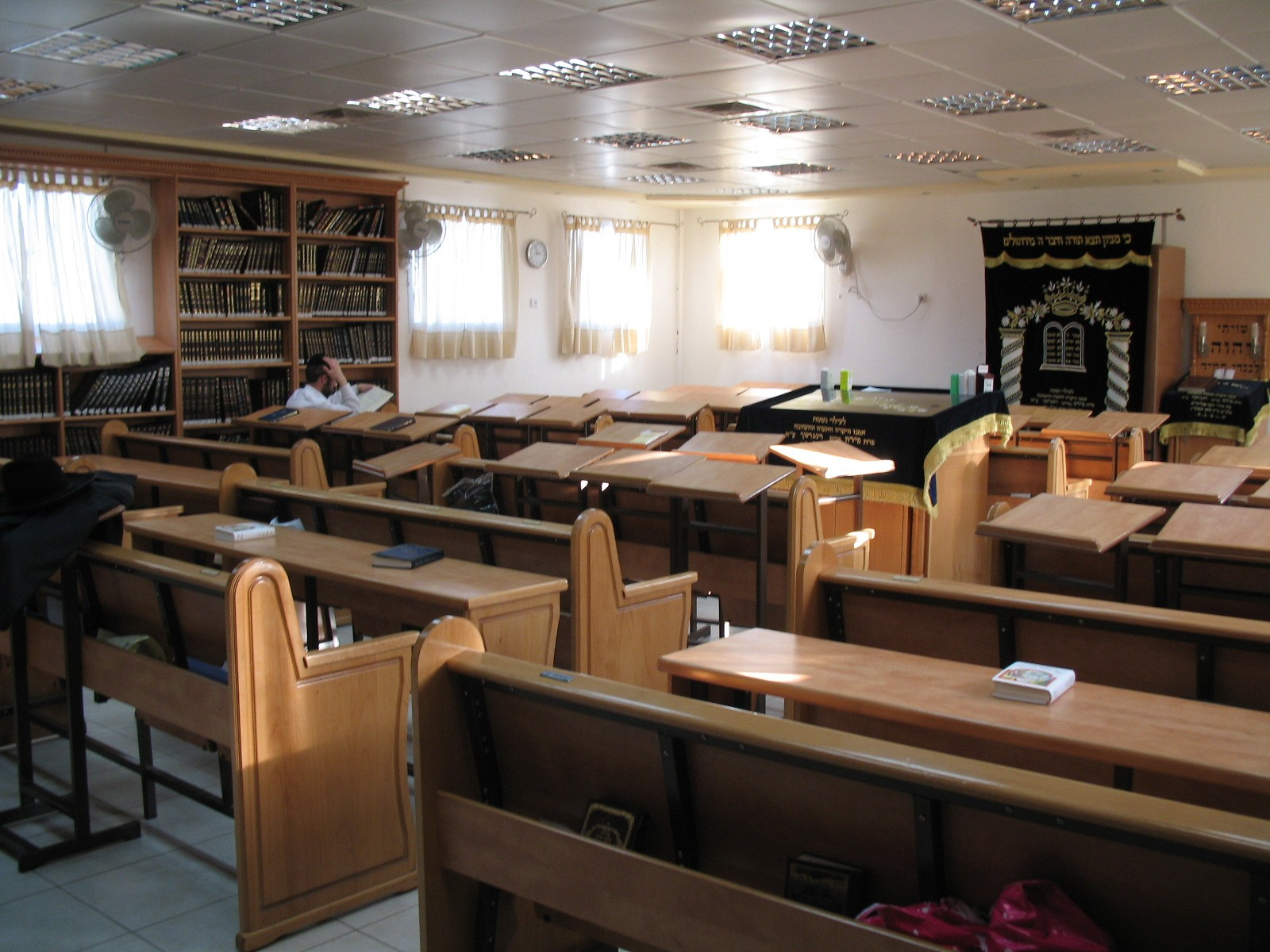
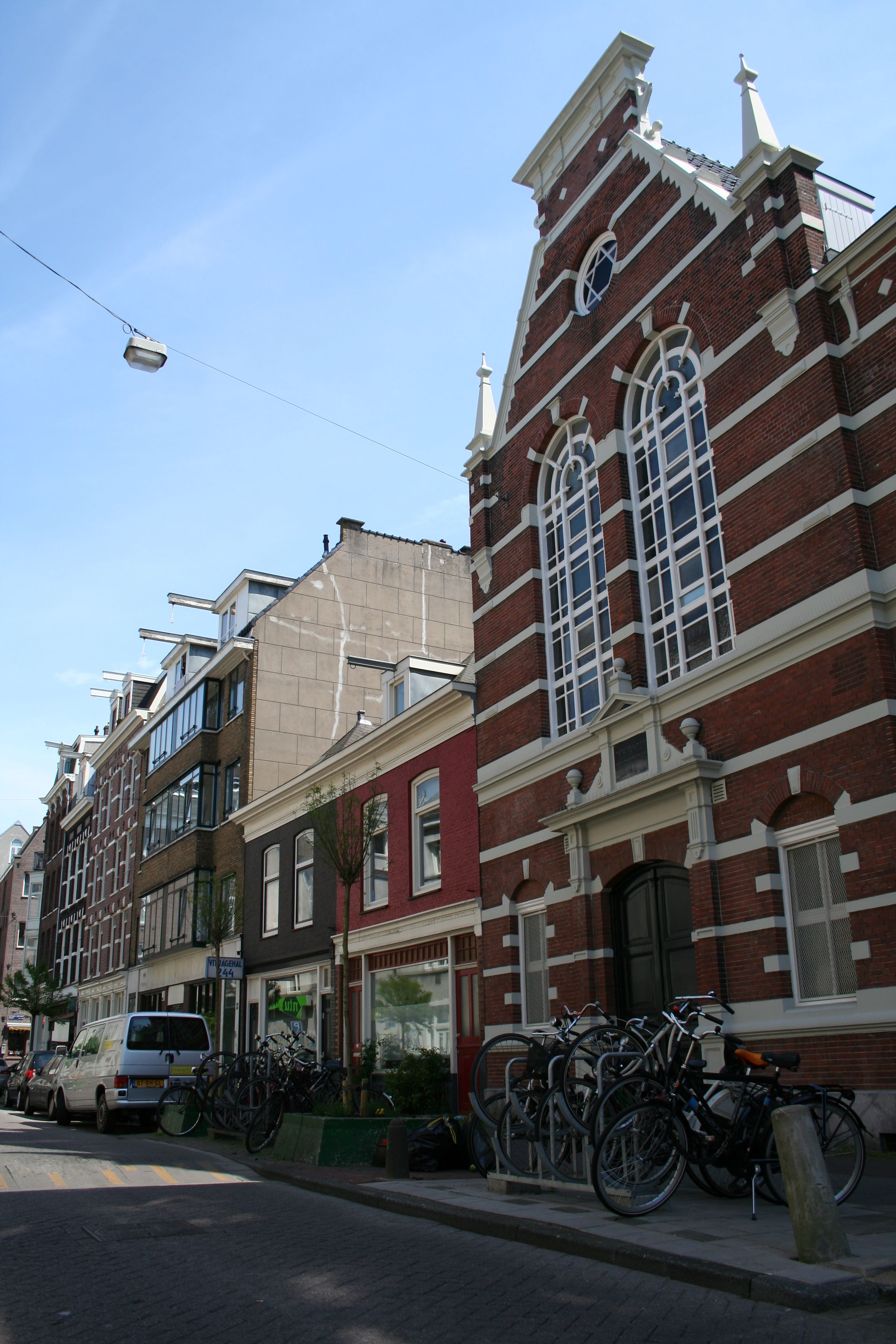
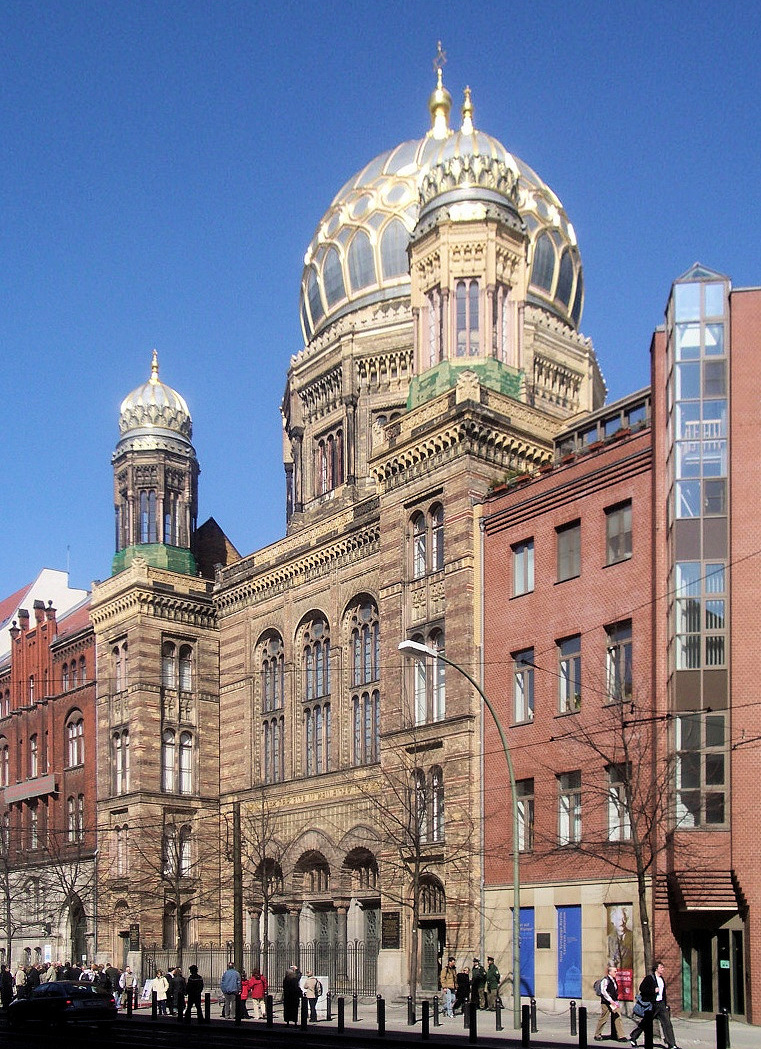
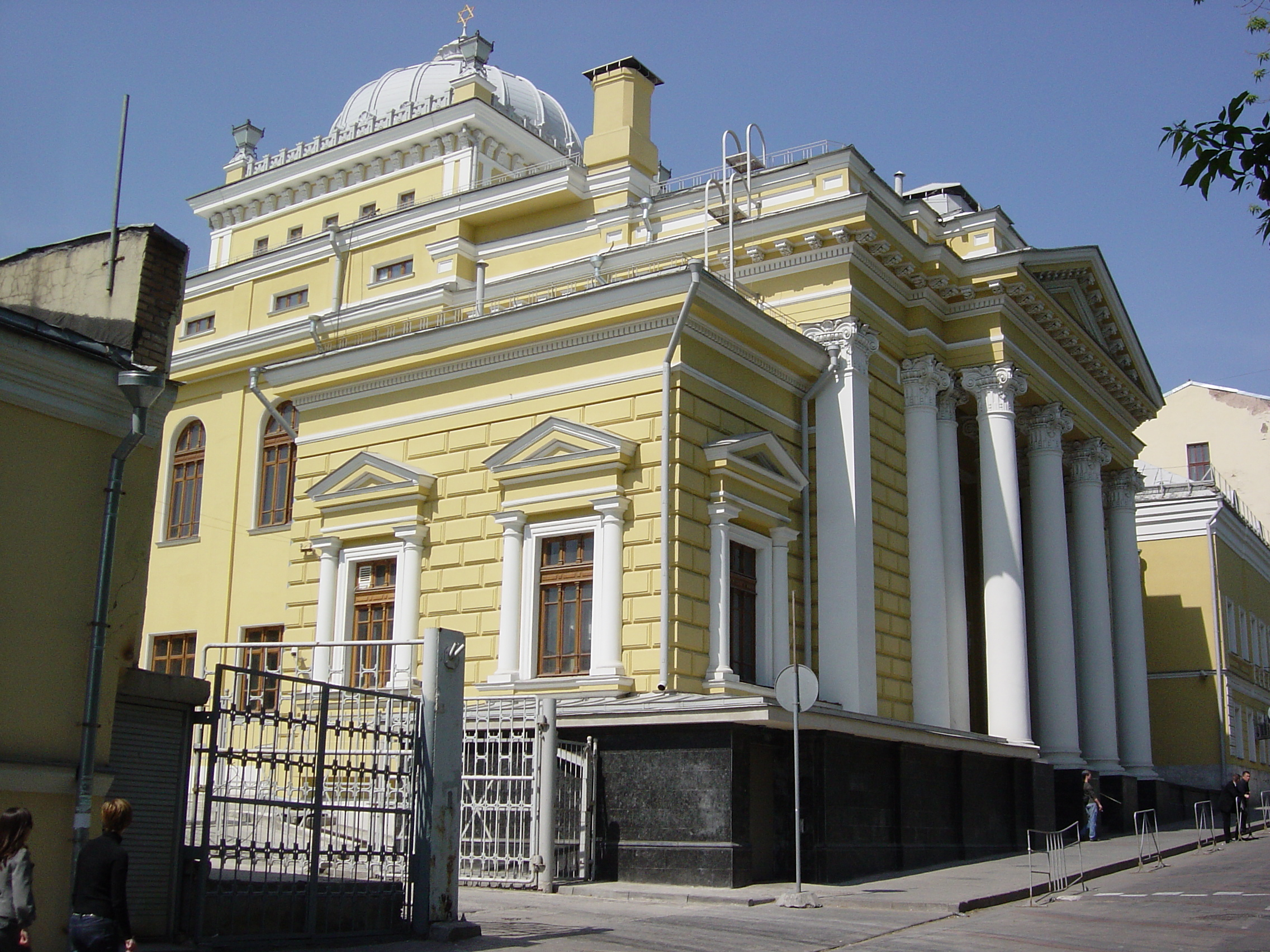
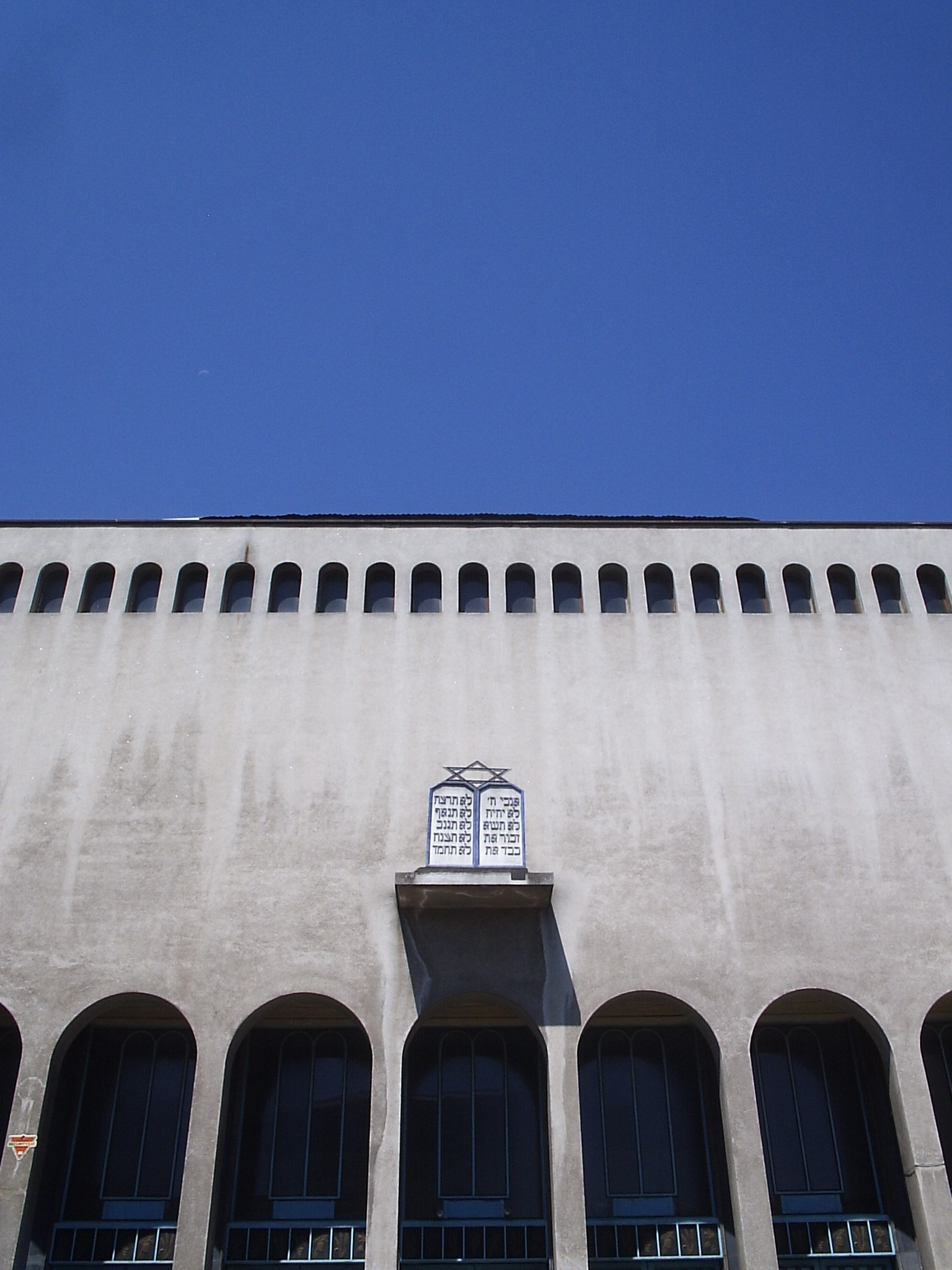
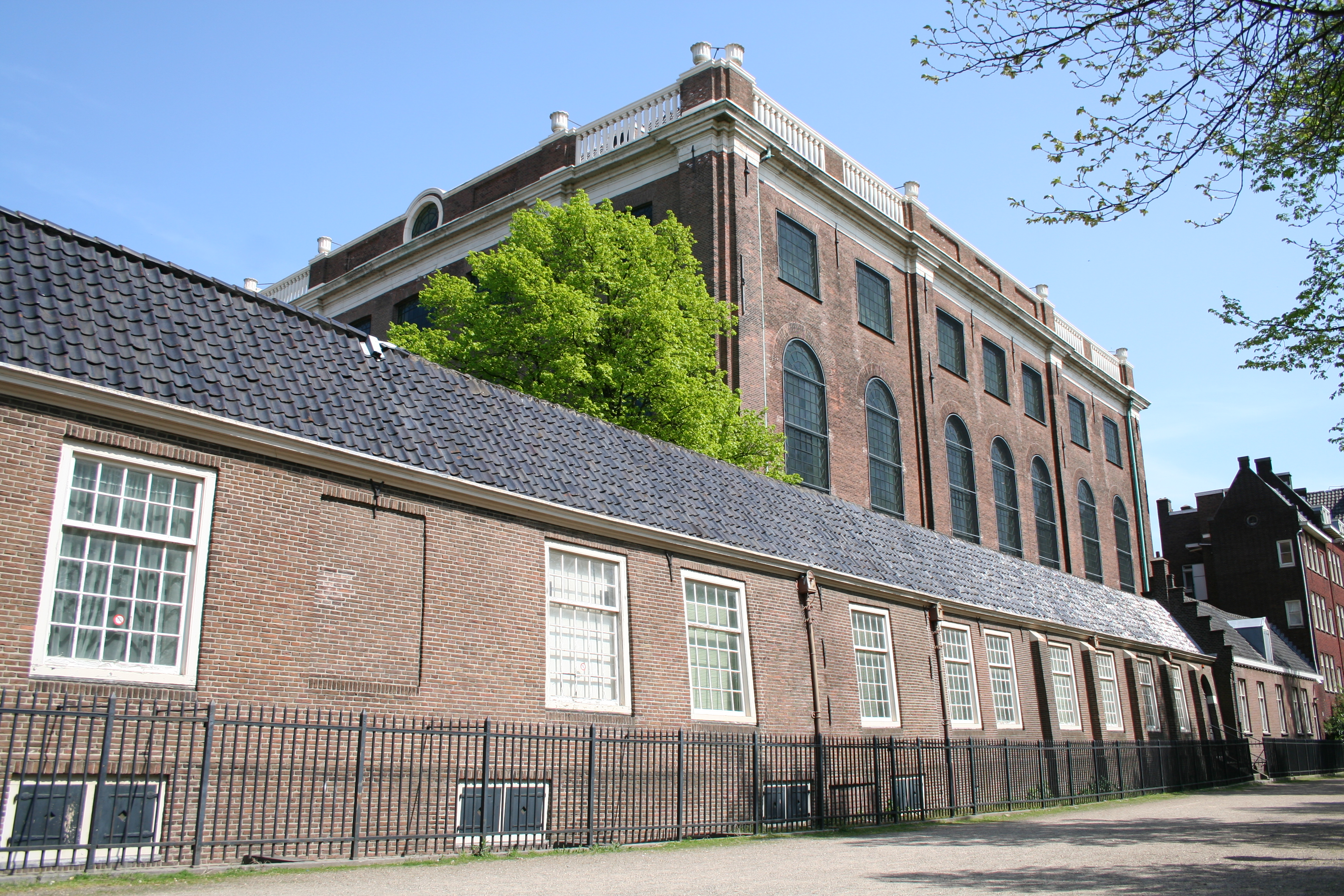
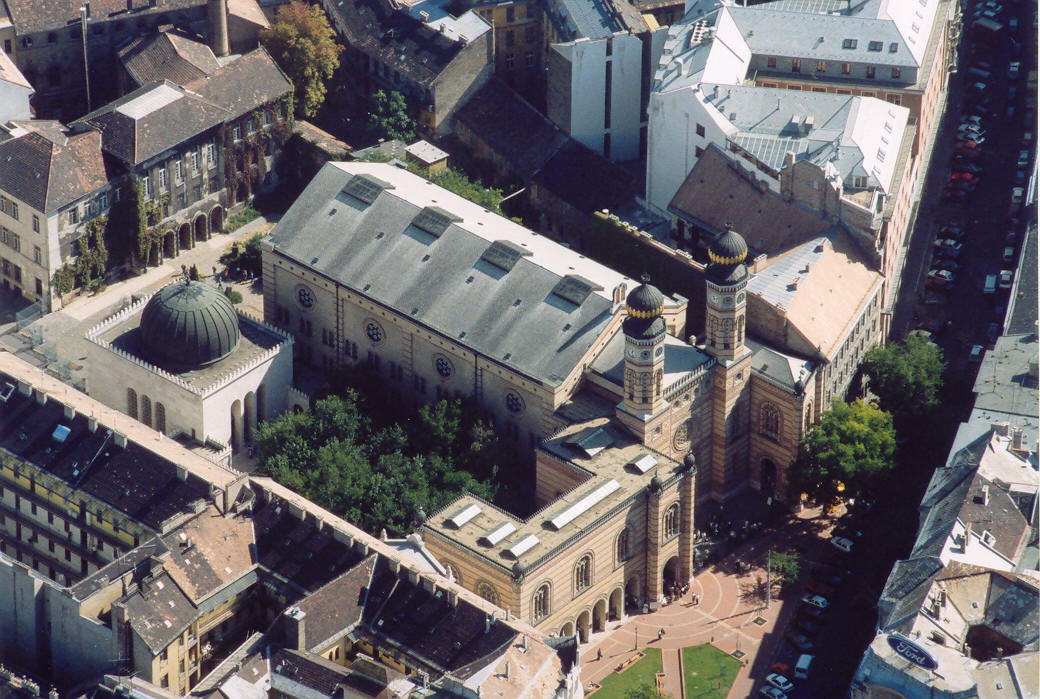
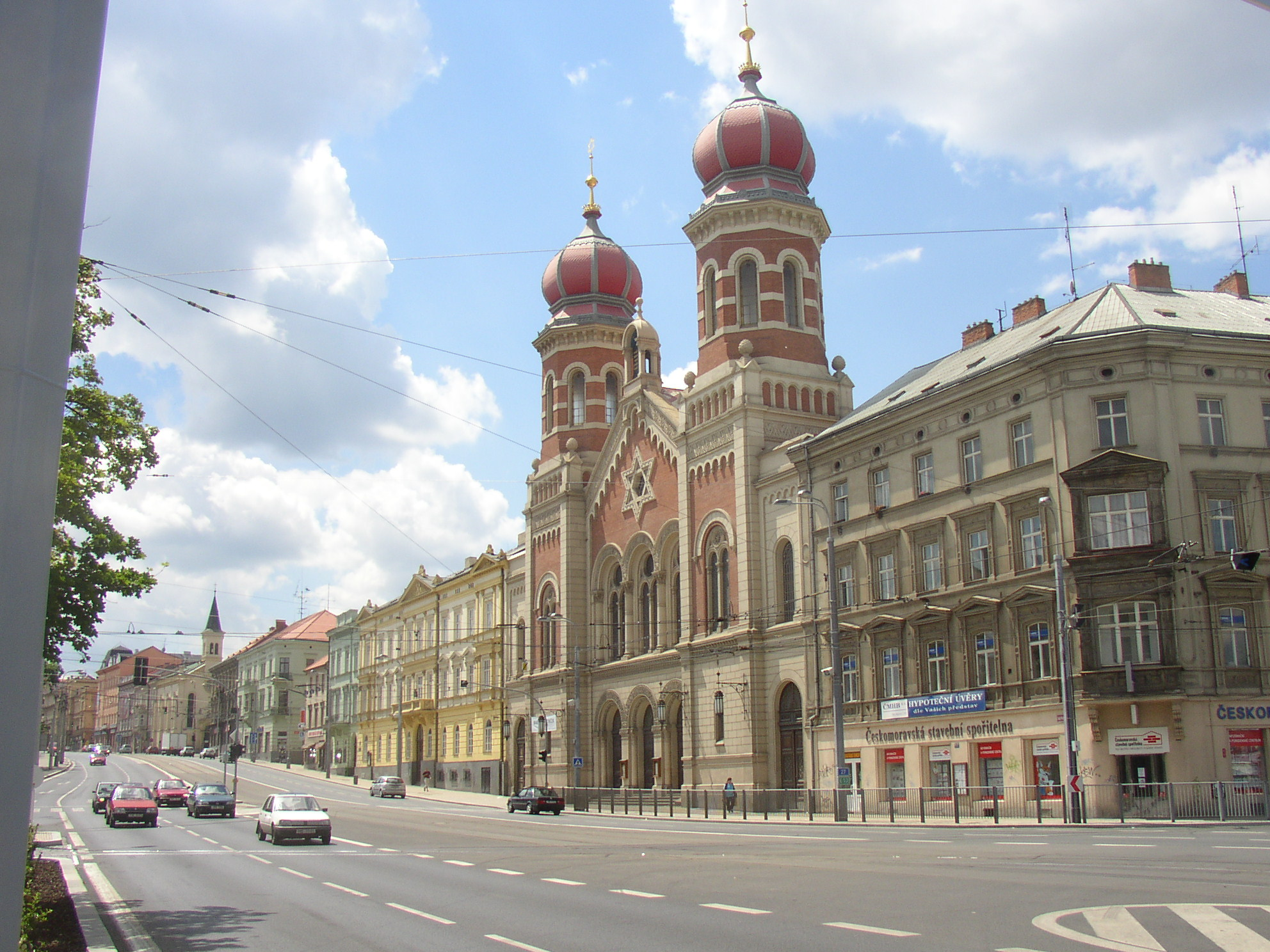
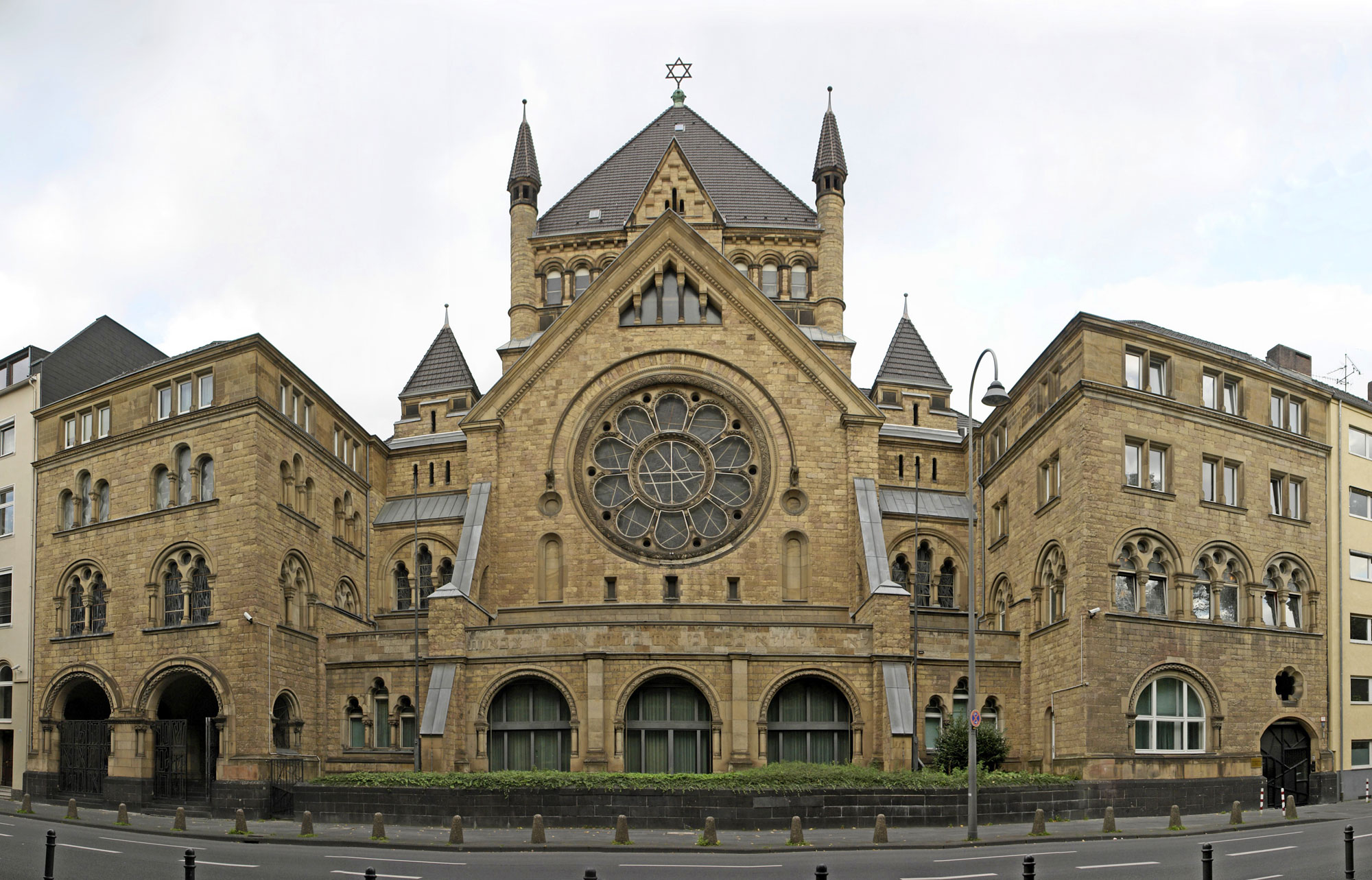
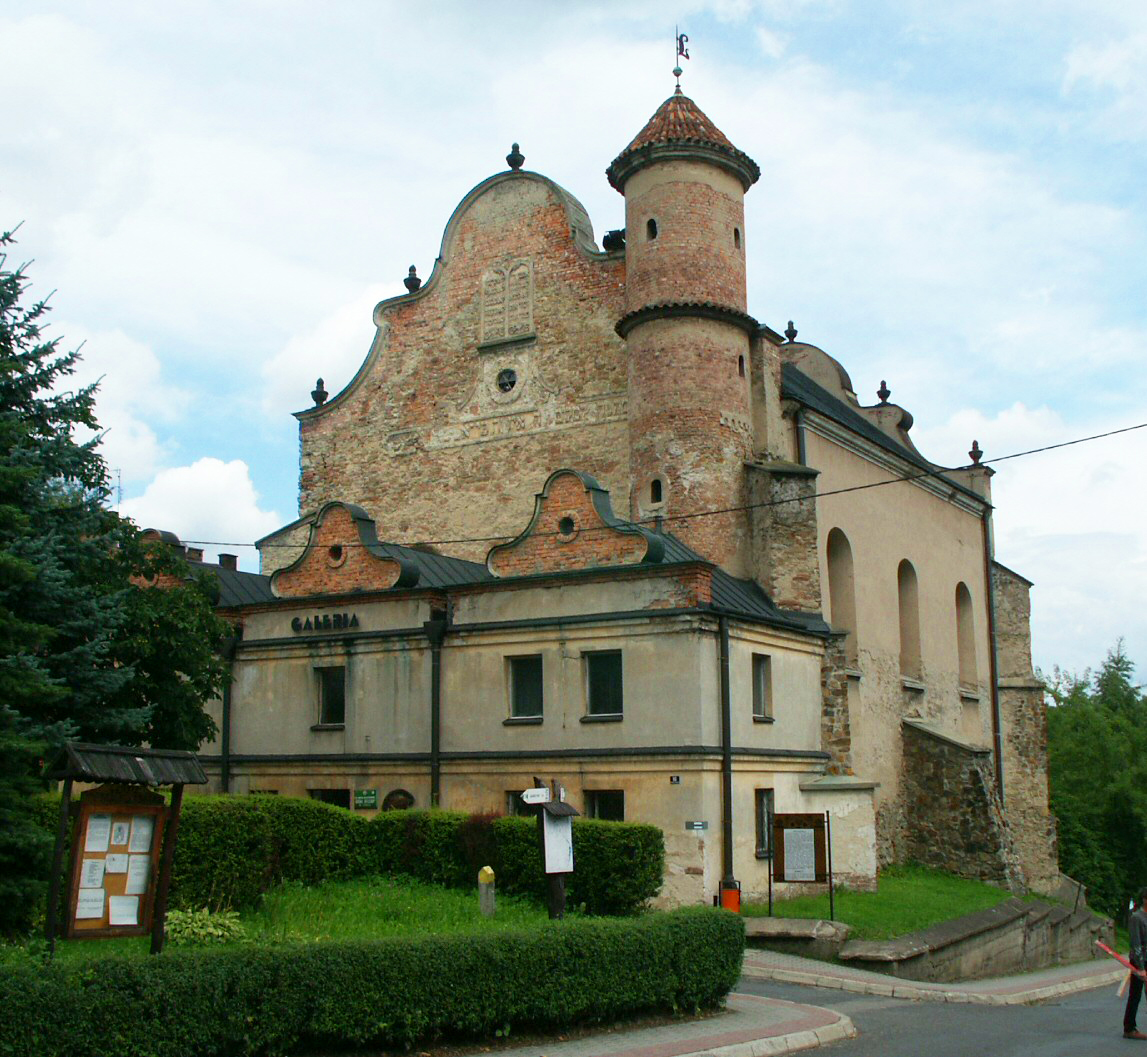